# Pulqueria (hija de Teodosio I)
Elia Pulqueria (en latín, Aelia Pulcheria, 385-386) fue la hija del emperador romano Teodosio I el Grande y de su esposa Elia Flacila. Elia Pulqueria aparentemente falleció durante su infancia, y no debe confundirse con su más famosa sobrina del mismo nombre.

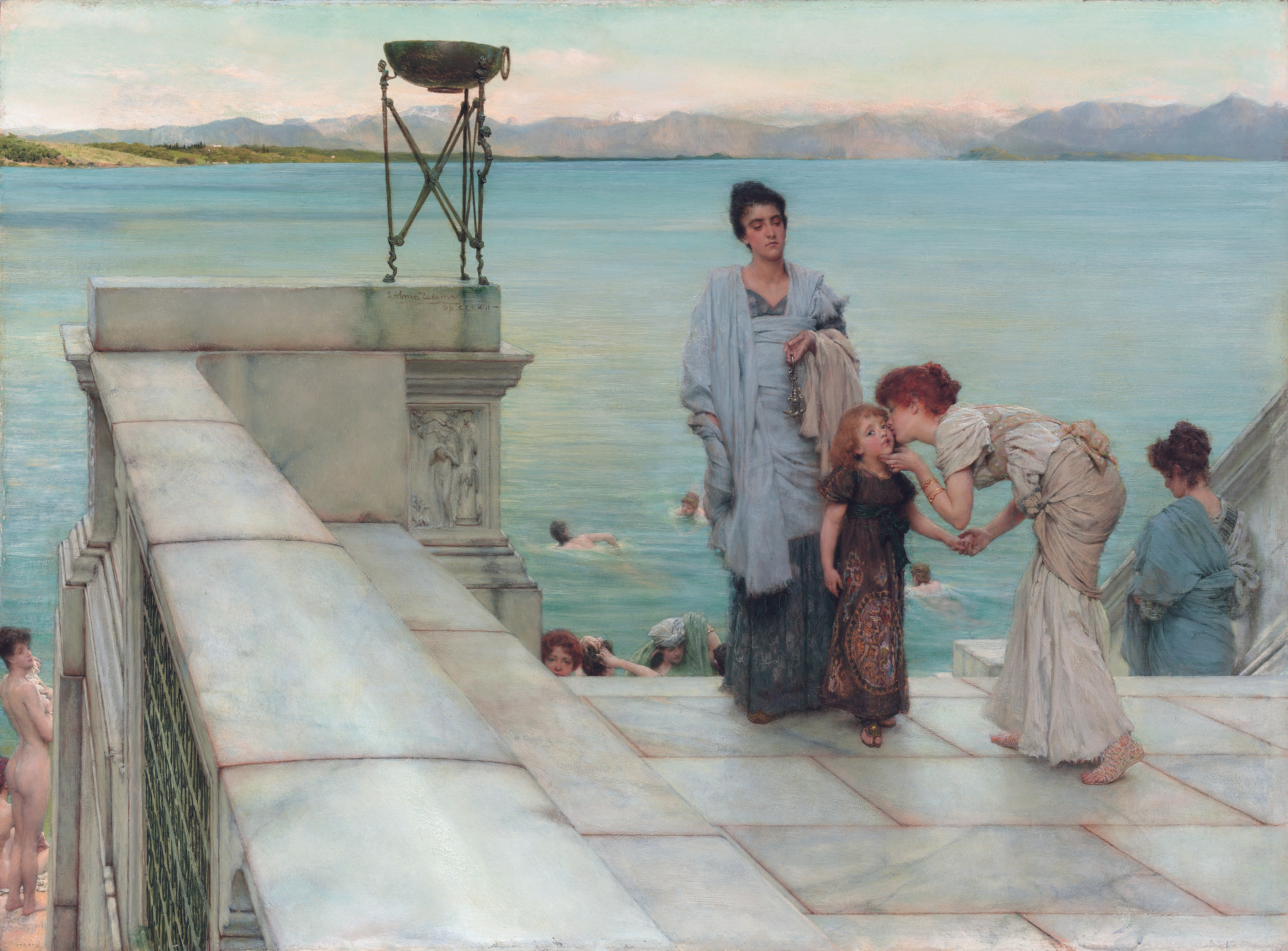
Pintura de Lawrence Alma-Tadema mostrando a una niña romana siendo besada.